# Genoa 1893 1967-1968
Questa voce raccoglie le informazioni riguardanti il Genoa 1893 nelle competizioni ufficiali della stagione 1967-1968.

## Stagione
Nella stagione 1967-1968 il Genoa disputa il campionato di Serie B, un torneo a 21 squadre che prevede tre promozioni e quattro retrocessioni, con 36 punti si piazza in quindicesima posizione, per ottenere la salvezza è costretto a disputare ben sette partite di spareggio. Salgono in Serie A il Palermo, il Verona ed il Pisa, retrocedono in Serie C il Potenza, il Novara e dopo gli spareggi salvezza il Messina ed il Venezia.
A seguito della liquidazione della vecchia società, trasformata in società per azioni il 5 settembre 1966, dal 18 luglio 1967 il club cambia nome da Genoa Cricket and Football Club in Genoa 1893. Una salvezza sofferta quella ottenuta in questa stagione, raggiunta solo dopo una interminabile serie di spareggi, per il grifone in questa sofferta stagione cadetta. Partito il torneo con Livio Fongaro sulla panchina, è stato sostituito dopo la sconfitta di Palermo del 10 dicembre da Aldo Campatelli, la squadra rossoblù ha avuto in Enzo Ferrari il finalizzatore del proprio gioco, autore di 13 reti in campionato. Se nel corso del torneo si è stati sempre in bilico fino al 21 luglio 1968, giorno dell'ultimo spareggio giocato a Bergamo che ha sancito la salvezza, anche in Coppa Italia, a inizio della stagione, il Genoa non fa molta strada, estromesso al primo turno dal Bari.

## Divise
La maglia per le partite casalinghe presentava i colori rossoblu.

## Organigramma societario
Area direttiva
- Amministratore unico: Renzo Fossati

Area tecnica
- Allenatore: Livio Fongaro, Aldo Campatelli[3]

## Rosa
| N. |                   | Ruolo | Calciatore      |
| -- | ----------------- | ----- | --------------- |
|    | Italia (bandiera) | P     | Leonardo Grosso |
|    | Italia (bandiera) | P     | Ugo Rosin       |
|    | Italia (bandiera) | P     | Luciano Zamparo |
|    | Italia (bandiera) | D     | Carlo Campora   |
|    | Italia (bandiera) | D     | Renato Caocci   |
|    | Italia (bandiera) | D     | Roberto Drigo   |
|    | Italia (bandiera) | D     | Franco Ferrari  |
|    | Italia (bandiera) | D     | Franco Rivara   |
|    | Italia (bandiera) | D     | Elio Vanara     |
|    | Italia (bandiera) | C     | Giampiero Bassi |
|    | Italia (bandiera) | C     | Giorgio Bittolo |

| N. |                      | Ruolo | Calciatore          |
| -- | -------------------- | ----- | ------------------- |
|    | Italia (bandiera)    | C     | Eugenio Brambilla   |
|    | Italia (bandiera)    | C     | Antonio Colombo     |
|    | Italia (bandiera)    | C     | Roberto Derlin      |
|    | Italia (bandiera)    | C     | Flavio Emoli        |
|    | Argentina (bandiera) | C     | Marcos Locatelli    |
|    | Italia (bandiera)    | C     | Riccardo Mascheroni |
|    | Italia (bandiera)    | A     | Alberto Ereditieri  |
|    | Italia (bandiera)    | A     | Enzo Ferrari        |
|    | Italia (bandiera)    | A     | Francesco Gallina   |
|    | Italia (bandiera)    | A     | Carlo Petrini       |
|    | Italia (bandiera)    | A     | Bruno Petroni       |

## Risultati

### Serie B

#### Girone di andata
| Arbitro: | Di Tonno (Lecce) |

|                               |           |                      |
| Damiano 11’ Caocci 82’ (aut.) | Marcatori | 71’ (rig.) Locatelli |

| Arbitro: | Gonella (Torino) |

|                |           |               |
| Mascheroni 52’ | Marcatori | 28’ Azzimonti |

| Arbitro: | De Marchi (Pordenone) |

|                           |           |             |
| Pellizzaro 30’ Tonani 88’ | Marcatori | 18’ Ferrari |

| Arbitro: | Francescon (Padova) |

|                                     |           |  |
| Ferrari 1’, 70’ Mascheroni 83’, 88’ | Marcatori |  |

| Arbitro: | Bigi (Padova) |

|                        |           |  |
| Divina 35’ Vanzini 53’ | Marcatori |  |

| Arbitro: | Giunti (Arezzo) |

|             |           |              |
| Petroni 50’ | Marcatori | 60’ Mencacci |

| Arbitro: | Barbaresco (Cormons) |

|               |           |  |
| Turchetto 55’ | Marcatori |  |

| Arbitro: | Branzoni (Pavia) |

|                  |           |  |
| Ferrari 64’, 76’ | Marcatori |  |

| Arbitro: | Gialluisi (Barletta) |

|               |           |             |
| Vivarelli 70’ | Marcatori | 46’ Ferrari |

| Genova 12 novembre 1967 10ª giornata | Genoa           | 0 – 0 | Livorno | Stadio Luigi Ferraris\| Arbitro: \| Lattanzi (Roma) \| |
| Arbitro:                             | Lattanzi (Roma) |       |         |                                                        |

| 19 novembre 1967 11ª giornata |  | – Turno di riposo del GENOA |  |  |

| Arbitro: | Acernese (Roma) |

|                |           |  |
| Mascalaito 56’ | Marcatori |  |

| Arbitro: | Possagno (Treviso) |

|            |           |             |
| Ferrari 7’ | Marcatori | 49’ Gambino |

| Arbitro: | Bigi (Padova) |

|                            |           |             |
| Nova 23’ S. Bercellino 68’ | Marcatori | 72’ Petroni |

| Arbitro: | Gialluisi (Barletta) |

|                    |           |            |
| Bertini 65’ (aut.) | Marcatori | 37’ Pienti |

| Arbitro: | Piantoni (Terni) |

|  |           |                         |
|  | Marcatori | 27’ Petrini 77’ Gallina |

| Genova 31 dicembre 1967 17ª giornata | Genoa   | 0 – 0 | Padova | Stadio Luigi Ferraris\| Arbitro: \| Gussoni \| |
| Arbitro:                             | Gussoni |       |        |                                                |

| Arbitro: | Serafino (Roma) |

|                  |           |             |
| Bassi 80’ (aut.) | Marcatori | 35’ Ferrari |

| Arbitro: | Bernardis (Trieste) |

|                                       |           |              |
| Mascheroni 2’ Ferrari 12’ Petrini 71’ | Marcatori | 67’ Mascetti |

| Arbitro: | Possagno (Treviso) |

|                          |           |  |
| Rivara 76’ Brambilla 81’ | Marcatori |  |

| Arbitro: | Giola (Pisa) |

|             |           |             |
| Bonetti 58’ | Marcatori | 53’ Ferrari |

#### Girone di ritorno
| Genova 4 febbraio 1968 22ª giornata | Genoa            | 0 – 0 | Modena | Stadio Luigi Ferraris\| Arbitro: \| Torelli (Milano) \| |
| Arbitro:                            | Torelli (Milano) |       |        |                                                         |

| Arbitro: | Lattanzi (Roma) |

|                                   |           |             |
| Azzimonti 64’ (rig.) Saltutti 81’ | Marcatori | 45’ Petrini |

| Genova 18 febbraio 1968 24ª giornata | Genoa                | 0 – 0 | Catanzaro | Stadio Luigi Ferraris\| Arbitro: \| Barbaresco (Cormons) \| |
| Arbitro:                             | Barbaresco (Cormons) |       |           |                                                             |

| Roma 25 febbraio 1968 25ª giornata | Lazio    | 0 – 0 | Genoa | Stadio Olimpico\| Arbitro: \| Lo Bello \| |
| Arbitro:                           | Lo Bello |       |       |                                           |

| Arbitro: | Valagussa (Lecco) |

|             |           |  |
| Ferrari 70’ | Marcatori |  |

| Venezia 10 marzo 1968 27ª giornata | Venezia           | 0 – 0 | Genoa | Stadio Pierluigi Penzo\| Arbitro: \| Palazzo (Palermo) \| |
| Arbitro:                           | Palazzo (Palermo) |       |       |                                                           |

| Genova 17 marzo 1968 28ª giornata | Genoa                   | 0 – 0 | Perugia | Stadio Luigi Ferraris\| Arbitro: \| Caligaris (Alessandria) \| |
| Arbitro:                          | Caligaris (Alessandria) |       |         |                                                                |

| Arbitro: | Marchiori (Padova) |

|            |           |  |
| Casisa 15’ | Marcatori |  |

| Arbitro: | Trinchieri (Reggio Emilia) |

|                           |           |  |
| Locatelli 45’ Ferrari 46’ | Marcatori |  |

| Arbitro: | Gussoni (Tradate) |

|  |           |                                           |
|  | Marcatori | 30’ (aut.) Azzali 73’ Ferrari 88’ Petrini |

| 14 aprile 1968 32ª giornata |  | – Turno di riposo del GENOA |  |  |

| Arbitro: | Vitullo (Roma) |

|  |           |                |
|  | Marcatori | 69’ Mascalaito |

| Arbitro: | Vacchini (Milano) |

|                |           |  |
| Traspedini 59’ | Marcatori |  |

| Arbitro: | Sbardella (Roma) |

|  |           |             |
|  | Marcatori | 19’ Lancini |

| Arbitro: | De Robbio (Torre Annunziata) |

|                                  |           |               |
| Ranzani 32’ D. Crippa 86’ (rig.) | Marcatori | 84’ Locatelli |

| Arbitro: | Palazzo (Palermo) |

|            |           |  |
| Rivara 16’ | Marcatori |  |

| Arbitro: | Branzoni (Pavia) |

|                                |           |                           |
| Goffi 63’ Fraschini 72’ (rig.) | Marcatori | 48’ Brambilla 69’ Petrini |

| Arbitro: | Michelotti (Parma) |

|  |           |             |
|  | Marcatori | 68’ Gavazzi |

| Arbitro: | Pieroni (Roma) |

|         |           |                |
| Bui 78’ | Marcatori | 52’ Mascheroni |

| Arbitro: | Carminati (Milano) |

|                    |           |             |
| Bramati 49’ (rig.) | Marcatori | 46’ Petrini |

| Genova 23 giugno 1968 42ª giornata | Genoa          | 0 – 0 | Messina | Stadio Luigi Ferraris\| Arbitro: \| Monti (Ancona) \| |
| Arbitro:                           | Monti (Ancona) |       |         |                                                       |

#### Spareggi
| Arbitro: | Gonella (Torino) |

|                           |           |  |
| Brambilla 52’ Petroni 74’ | Marcatori |  |

| Arbitro: | Sbardella (Roma) |

|                 |           |             |
| Balestrieri 48’ | Marcatori | 36’ Petroni |

| Arbitro: | Genel (Trieste) |

|                                     |           |  |
| Benatti 72’ (aut.) Ferrari 89’, 90’ | Marcatori |  |

| 10 luglio 1968 4ª giornata |  | – Turno di riposo del GENOA |  |  |

| Arbitro: | Gonella (Torino) |

|              |           |  |
| Paganini 52’ | Marcatori |  |

Verdetto : Il Messina retrocede in Serie C, per designare la seconda retrocessione si rendono necessari altri spareggi a quattro squadre.

#### Ulteriori Spareggi
| Arbitro: | D'Agostini (Roma) |

|                               |           |  |
| Balestrieri 68’ Montenovo 77’ | Marcatori |  |

| Arbitro: | Monti (Ancona) |

|                                  |           |          |
| Locatelli 31’ (rig.) Petroni 77’ | Marcatori | 27’ Dori |

| Bergamo 21 luglio 1968 3ª giornata | Genoa            | 0 – 0 | Lecco | Stadio Comunale\| Arbitro: \| Branzoni (Pavia) \| |
| Arbitro:                           | Branzoni (Pavia) |       |       |                                                   |

Verdetto: Retrocede in Serie C il Venezia, con Messina, Novara e Potenza.

### Coppa Italia
| Arbitro: | Trono (Torino) |

|                    |           |  |
| Mujesan 50’ (rig.) | Marcatori |  |

## Statistiche

### Statistiche di squadra
| Competizione | Punti | In casa | In casa | In casa | In casa | In casa | In casa | In trasferta | In trasferta | In trasferta | In trasferta | In trasferta | In trasferta | Totale | Totale | Totale | Totale | Totale | Totale | DR |
| Competizione | Punti | G       | V       | N       | P       | Gf      | Gs      | G            | V            | N            | P            | Gf           | Gs           | G      | V      | N      | P      | Gf     | Gs     | DR |
| ------------ | ----- | ------- | ------- | ------- | ------- | ------- | ------- | ------------ | ------------ | ------------ | ------------ | ------------ | ------------ | ------ | ------ | ------ | ------ | ------ | ------ | -- |
| Serie B      | 36    | 20      | 7       | 10      | 3       | 19      | 8       | 20           | 2            | 8            | 10           | 17           | 23           | 40     | 9      | 18     | 13     | 36     | 31     | +5 |
| Coppa Italia |       | -       | -       | -       | -       | -       | -       | 1            | 0            | 0            | 1            | 0            | 1            | 1      | 0      | 0      | 1      | 0      | 1      | -1 |
| Totale       |       | 20      | 7       | 10      | 3       | 19      | 8       | 21           | 2            | 8            | 11           | 17           | 24           | 41     | 9      | 18     | 14     | 36     | 32     | +4 |

### Statistiche dei giocatori
| Giocatore     | Serie B  | Serie B | Coppa Italia | Coppa Italia | Totale   | Totale |
| Giocatore     | Presenze | Reti    | Presenze     | Reti         | Presenze | Reti   |
| ------------- | -------- | ------- | ------------ | ------------ | -------- | ------ |
| G. Bassi      | 32       | 0       | -            | -            | 32       | 0      |
| G. Bittolo    | 1        | 0       | -            | -            | 1        | 0      |
| E. Brambilla  | 33       | 2       | -            | -            | 33       | 2      |
| C. Campora    | 5        | 0       | 1            | 0            | 6        | 0      |
| R. Caocci     | 39       | 0       | -            | -            | 39       | 0      |
| A. Colombo    | 9        | 0       | 1            | 0            | 10       | 0      |
| R. Derlin     | 39       | 0       | -            | -            | 39       | 0      |
| R. Drigo      | 7        | 0       | -            | -            | 7        | 0      |
| F. Emoli      | 6        | 0       | -            | -            | 6        | 0      |
| A. Ereditieri | 3        | 0       | -            | -            | 3        | 0      |
| E. Ferrari    | 37       | 13      | 1            | 0            | 38       | 13     |
| F. Ferrari    | 35       | 0       | 1            | 0            | 36       | 0      |
| F. Gallina    | 17       | 1       | -            | -            | 17       | 1      |
| L. Grosso     | 37       | -29     | 1            | -1           | 38       | -30    |
| M. Locatelli  | 21       | 3       | 1            | 0            | 22       | 3      |
| R. Mascheroni | 31       | 5       | 1            | 0            | 32       | 5      |
| C. Petrini    | 30       | 6       | 1            | 0            | 31       | 6      |
| B. Petroni    | 14       | 2       | 1            | 0            | 15       | 2      |
| F. Rivara     | 35       | 2       | 1            | 0            | 36       | 2      |
| M. Turone     | -        | -       | 1            | 0            | 1        | 0      |
| E. Vanara     | 6        | 0       | -            | -            | 6        | 0      |
| L. Zamparo    | 3        | -2      | -            | -            | 3        | -2     |